# NGC 6131
NGC 6131 est une galaxie spirale intermédiaire (ou barrée ?) située dans la constellation de la Couronne boréale. Sa vitesse par rapport au fond diffus cosmologique est de 5 092 ± 5 km/s, ce qui correspond à une distance de Hubble de 75,1 ± 5,3 Mpc (∼245 millions d'al). NGC 6131 a été découverte par l'astronome français Édouard Stephan en 1882.
La classe de luminosité de NGC 6131 est III-IV et elle présente une large raie HI. Elle renferme également des régions d'hydrogène ionisé. De plus, c'est une galaxie du champ, c'est-à-dire qu'elle n'appartient pas à un amas ou un groupe et qu'elle est donc gravitationnellement isolée. Elle est isolée d'au moins 6 Mpc.
Deux galaxies sont dans la même région de la sphère céleste que NGC 6131, soit PGC 57932 (parfois désignée comme NGC 6131B) au sud-est et PGC 2140191 (ou LEDA 2140191 sur Simbad) au nord-est. La vitesse radiale de PGC 57932 est de 5 217 ± 4 km/s pour une distance de Hubble de 77,0 ± 5,4 Mpc (∼251 millions d'al) et la vitesse radiale de PGC 2140191 est de 19 151 ± 20 km/s. Cette dernière est donc une lointaine galaxie qui se trouve par hasard depuis la Terre dans la même ligne de visée que NGC 6131. Par contre, PGC 57932 pourrait former une réelle paire de galaxies avec NGC 6131, ce qui est en contradiction avec l'isolement de 6 Mpc mentionné sur le base de données NASA/IPAC.